# Permesso Maisano
Permesso Maisano è stato un programma televisivo andato in onda in seconda serata condotto da Marco Maisano su TV8.

## Programma
Nato sulla scia del successo di Piacere Maisano (una delle rare esclusive assolute di TV8), lo show vede il conduttore Marco Maisano intervistare personaggi famosi dall'interno delle abitazioni private di questi ultimi. In onda di mercoledì in seconda serata a partire dal 14 aprile 2021, la prima edizione del programma è costituita da un totale di 6 episodi. Il primo episodio, avente come protagonista l'attrice pornografica Valentina Nappi, è stato raccomandato alla visione di un pubblico di età superiore a 14 anni. I successivi episodi del programma si sono incentrati su personaggi di diversa natura quali: la cantante Orietta Berti, il giornalista Bruno Vespa, la showgirl Alba Parietti, la produttrice discografica e personaggio televisivo Mara Maionchi e il conduttore e cantante Francesco Facchinetti.

## Edizioni
| Edizione | Conduzione    | Periodo         | Periodo          | Puntate | Rete |
| Edizione | Conduzione    | Inizio          | Fine             | Puntate | Rete |
| -------- | ------------- | --------------- | ---------------- | ------- | ---- |
| 1        | Marco Maisano | 14 aprile 2021  | 19 maggio 2021   | 5       | TV8  |
| 2        | Marco Maisano | 9 novembre 2021 | 15 dicembre 2021 | 6       | TV8  |

## Prima edizione
| Puntata | Ospite                | Messa in onda  | Ascolti TV     | Ascolti TV |
| Puntata | Ospite                | Messa in onda  | Telespettatori | Share      |
| ------- | --------------------- | -------------- | -------------- | ---------- |
| 1       | Valentina Nappi       | 14 aprile 2021 | 204.000        | 2,1%       |
| 2       | Orietta Berti         | 21 aprile 2021 | 221.000        | 2,7%       |
| 3       | Bruno Vespa           | 28 aprile 2021 | 171.000        | 1,9%       |
| 4       | Alba Parietti         | 5 maggio 2021  | 278.000        | 3,3%       |
| 5       | Mara Maionchi         | 12 maggio 2021 | 261.000        | 3,5%       |
| 6       | Francesco Facchinetti | 19 maggio 2021 | 199.000        | 1,8%       |
| Media   | Media                 | Media          | 222.000        | 2,55%      |

## Seconda edizione
| Puntata | Ospite                  | Messa in onda    | Ascolti TV     | Ascolti TV |
| Puntata | Ospite                  | Messa in onda    | Telespettatori | Share      |
| ------- | ----------------------- | ---------------- | -------------- | ---------- |
| 1       | Sandra Milo             | 9 novembre 2021  | 88.000         | 0,8%       |
| 2       | Nunzia De Girolamo      | 17 novembre 2021 | 125.000        | 2,2%       |
| 3       | Alessandro Cecchi Paone | 24 novembre 2021 | 107.000        | 1,5%       |
| 4       | Clementino              | 1º dicembre 2021 | 69.000         | 1,3%       |
| 5       | Giampiero Mughini       | 8 dicembre 2021  | 154.000        | 2,0%       |
| 6       | Elisabetta Canalis      | 15 dicembre 2021 | 193.000        | 1,8%       |
| Media   | Media                   | Media            | 123.000        | 1,60%      |